# Індійський інститут астрофізики
Індійський інститут астрофізики (англ. Indian Institute of Astrophysics, IIA) — автономний науково-дослідний інститут зі штаб-квартирою в Бенгалуру, повністю фінансований Департаментом науки і техніки уряду Індії. Інститут проводить дослідження переважно в галузях астрономії, астрофізики та суміжних областях.
Інститут має мережу лабораторій і обсерваторій в Індії, включно з Кодайканальською сонячною обсерваторією, Обсерваторією Вайну Баппу, Гаурібіданурською радіообсерваторією, Індійською астрономічною обсерваторією. Інститут брав участь у розробці космічної обсерваторії Astrosat, створивши для неї ультрафіолетовий телескоп UVIT.

## Напрями досліджень
Дослідники Індійського інституту астрофізики працюють над багатьма темами, пов'язаними з астрономією та астрофізикою:
- Сонце та Сонячна система[4]
- Зоряна астрономія, галактична та позагалактична астрономія[5]
- Космологія та теоретична астрофізика[6]
- Астрономічні прилади
- Космічна астрономія

Інститут присуджує два види ступенів — доктора філософії (PhD) та інтегрований ступінь з астрономічних інструментів (MTech-PhD).

## Історія
Вільям Петрі (помер в 1816), офіцер Ост-Індійської компанії, створив приватну обсерваторію у своїй резиденції в районі Егмор в Ченнаї. Головною метою обсерваторії, за словами Петрі, було «надавати навігаційну допомогу кораблям компанії та допомагати визначати довготи шляхом спостереження за затемненнями Місяця та супутників Юпітера».
У 1790 році цю приватну обсерваторію захопила Ост-Індська компанія, а астрономом став Майкл Топпінг (1747—1796). У 1792 році обсерваторію розширили й перенесли до комплексу в районі Нунгамбаккам у Ченнаї. Це була перша сучасна обсерваторія за межами Європи.
Ще в 1881 році Бланфорд, тодішній метеоролог уряду Індії, рекомендував «удосконалити роботу сонячних спостережень, щоб отримати точні вимірювання потужності нагріву сонцем поверхні землі та її періодичних коливань». У травні 1882 року урядовий астроном у Мадрасі Норман Роберт Поґсон запропонував фотографувати та спектрографувати сонце та зорі за допомогою двадцятидюймового (51 см) телескопа, який можна було б встановити на спостережній станції в Південній Індії.
20 липня 1893 року, після голоду в Мадраському президентстві, який засвідчив потребу вивчення сонця для кращого розуміння мусонів, на зустрічі Комітету з індійських обсерваторій під головуванням лорда Кельвіна вирішено створити сонячну фізичну обсерваторію в Кодайканалі, у високому й вільному від пилу місці. Наглядачем обрали Мічі Сміта. Починаючи з 1895 року відбулася роботи й обладнання з Мадраської обсерваторії передали до Кодайканалу, а 1 квітня 1899 року заснували обсерваторію. Згодом ця сонячна обсерваторія Кодайканал стала основою сучасного Індійського інституту астрофізики.
У 1968 році в Кавалурі відкрили нову польову обсерваторію для зоряної спектроскопії та фотометрії. Розширення сфери досліджень сприяло створенню нового центру оптики, електроніки та аналізу даних у Бенгалуру та створенню в Гаурі Біданурі великого низькочастотного масиву для досліджень у галактичній та позагалактичній астрономії. У 1971 році колишню астрофізичну обсерваторію перетворили на автономний науково-дослідний інститут, повністю фінансований урядом Індії, який став відомим під назвою Індійський інститут астрофізики. Тепер Індійський інститут астрофізики функціонує під контролем Департаменту науки і техніки уряду Індії.

## Примітка
1. ↑  PSLV Successfully Launches India's Multi Wavelength Space Observatory ASTROSAT – ISRO. isro.gov.in. Архів оригіналу за 5 жовтня 2017. Процитовано 13 березня 2019.
2. ↑  Agrawal, P. C. (2017). AstroSat: From Inception to Realization and Launch. Journal of Astrophysics and Astronomy. 38 (2): 27. Bibcode:2017JApA...38...27A. doi:10.1007/s12036-017-9449-6. ISSN 0250-6335.
3. ↑  Agrawal, P. C. (19 червня 2017). AstroSat: From Inception to Realization and Launch. Journal of Astrophysics and Astronomy (англ.). 38 (2): 27. Bibcode:2017JApA...38...27A. doi:10.1007/s12036-017-9449-6. ISSN 0973-7758.
4. ↑  Sun and Solar System Research at Indian Institute of Astrophysics. www.iiap.res.in. Процитовано 8 серпня 2024.
5. ↑  Galactic and Extra galactic Research at Indian Institute of Astrophysics. www.iiap.res.in. Процитовано 8 серпня 2024.
6. ↑  Theoretical Astrophysics and Cosmology Research at Indian Institute of Astrophysics. www.iiap.res.in. Процитовано 8 серпня 2024.
7. ↑  PhD Programme in Astrophysics| Indian Institute of Astrophysics. www.iiap.res.in. Процитовано 8 серпня 2024.
8. ↑  Integrated MTech- PhD (Tech.) in Astronomical Instrumentation | Indian Institute of Astrophysics. www.iiap.res.in. Процитовано 8 серпня 2024.
9. ↑  Hasan, S. S.; Mallik, D. C. V.; Bagare, S. P.; Rajaguru, S. P. (2010). Solar Physics at the Kodaikanal Observatory: A Historical Perspective. Magnetic Coupling between the Interior and Atmosphere of the Sun. Astrophysics and Space Science Proceedings. с. 12—36. arXiv:0906.0144. doi:10.1007/978-3-642-02859-5_3. ISBN 978-3-642-02858-8. ISSN 1570-6591.
10. 1 2  Jayant V Narlikar (4 серпня 2003). The Scientific Edge: The Indian Scientist from Vedic to Modern Times. Penguin Books Limited. ISBN 978-93-5118-928-2.
11. ↑  Das Gupta (1900). Science and Modern India: An Institutional History, c.1784-1947: Project of History of Science, Philosophy and Culture in Indian Civilization, Volume XV, Part 4. Pearson Longman. с. 713. ISBN 978-81-317-5375-0.
12. ↑  Indian Institute of Astrophysics, Bangalore | Department of Science & Technology. dst.gov.in. Процитовано 13 березня 2019.